# Carablanc meridional
El carablanc meridional (Aphelocephala leucopsis) és una espècie d'ocell de la família dels acantízids (Acanthizidae) que habita àrides zones amb herba, planures i matolls, des de l'oest i el entre d'Austràlia Occidental, sud del Territori del Nord i sud de Queensland, cap al sud, a l'ample del sud d'Austràlia a excepció del sud-est de Nova Gal·les del Sud i el sud-est de Victòria.